# Cristești (gmina Holboca)
Cristești – wieś w Rumunii, w okręgu Jassy, w gminie Holboca. W 2011 roku liczyła 681 mieszkańców.